# اتروبارب
اتروبارب (انگلیسی: Eterobarb) یک مشتق باربیتورات است. این دارو عمدتاً دارای اثر ضد تشنج با اثرات آرام‌بخش کمتری نسبت به ترکیب نزدیک فنوباربیتال است.